# Eva-Maria Witsje Voss Melbye
Eva-Maria Witsje Voss Melbye (født 1983) er en dansk operainstruktør og den hidtil yngste, der er uddannet fra Operahögskolan i Stockholm, hvor hun fik sin uddannelse som Operainstruktør i 2008 som 24-årig. Hun har blandt andet været i praktik på Det Kongelige Teater hos Kasper Bech Holten og skal assistere på Kasper Bech Holtens Figaros bryllup på Det Kongelige Teater og i 2010 stå for genopsætningen i Bergen.

## Egne opsætninger
Operaer
- Mozart: Figaros Bryllup (med den frie operagruppe Scensångerna på Spegelteatern i Stockholm)
- Francesca Caccini: Häxans Ö (En opsætning af "La liberazione di Ruggiero dall'isola d'Alcina" for børn og unge på Confidencen i Stockholm)
- Henry Purcell: Dido og Aeneas (Confidencen i Stockholm)

## Fodnoter
1. 1 2  Fyens Stiftidende, Kultur sektionen den 31. marts 2008
2. ↑  Melbyes hjemmeside (Webside ikke længere tilgængelig), set 18. april 2009